# Ольшанка (приток Ловати)
Ольшанка — река в России, протекает по Великолукскому району Псковской области. Направление течения — на север вдоль дороги Карцево — Черпесса. Устье реки находится у деревни Городище в 312 км по правому берегу реки Ловать. Длина реки составляет 12 км.
На реке расположены деревни Марьинской волости: Разливы, Гороваха, Зуево, Рожковичи, Усадьба. Устье реки находится на территории Черпесской волости у деревни Городище.

## Данные водного реестра
По данным государственного водного реестра России относится к Балтийскому бассейновому округу, водохозяйственный участок реки — Ловать и Пола, речной подбассейн реки — Волхов. Относится к речному бассейну реки Нева (включая бассейны рек Онежского и Ладожского озера).
Код объекта в государственном водном реестре — 01040200312102000022967.